# ピエロー・ジュニア
ピエロー・ジュニア（Pierroth Jr.、本名：ノルベルト・サルガド・サルセド（Norberto Salgado Salcedo）、1958年3月10日 - ）は、メキシコのプロレスラー（元覆面レスラー）。モレロス州クエルナバカ出身。

## 来歴
1984年7月1日に地元からデビュー。
EMLL（現在のCMLL）を主戦場にし1988年4月4日にはエル・ハルコン78を破りメキシコナショナルライトヘビー級王座を奪取、一度防衛に失敗したが1990年1月12日に再びモグールを破り同ベルトを奪取。
1990年5月26日にベスティア・サルバヘと組んでアンヘル・アステカ、アトランティスを破りメキシコナショナルタッグ王座を奪取。
1991年9月にCMLLで行われたCMLL世界ライトヘビー級王座決定トーナメントで決勝でジェリー・エストラーダに破れ初代王者にはなれなかったが、1992年3月19日に再挑戦し奪取。
3日後の3月22日にはマサクレ、ハケ・マテの「ロス・イントカブレス」と組んでエル・サタニコ、ピラタ・モルガン、MS1の「ロス・インフェルナレス」を破りCMLL世界トリオ王座を奪取、10月にはWARに日本初来日、1993年1月、1994年1月にも来日した。
1995年2月21日にはCMLLにてラヨ・デ・ハリスコ・ジュニアを破りメキシコナショナルヘビー級王座を奪取。1996年8月9日にはビジャノ3号、ビジャノ4号、ビジャノ5号の「ロス・ビジャノス」と組んでメキシコナショナルアトミコス王座奪取。
1996年にはAAAに移籍、7月にはWWF（現在のWWE）に出場、1997年1月にもWWFに出場し、ロイヤルランブルに参戦した。
1998年7月20日には抗争中だったラ・パルカにコントラ・マッチで破れ素顔を晒す。
1999年1月にはWCWに出場。
その後CMLLに戻ったが、すぐにインディを転戦した。2008年以降、試合に出場しておらず現在はリタイヤ状態と思われる。
近年、「ピエロー」を冠したレスラーが多数現れる。一部はラ・ファミリア・ピエロー（La Familia Pierroth）としてチームで活動している。メンバーにエル・イ・ホ・デル・ピエロー（2007年5月に全日本プロレスに来日したYAMADA）、ピエロー2号（IWRGで活躍するアンチクリスト）、ピエロー・ジュニア（AAAやIWRGで活躍するXフライ）、トロ・ブランコがCMLLで名乗るピエロー。

## 得意技
パワーボム
ピエロスアソ

## 獲得タイトル
EMLL / CMLL / メキシコ連邦区ボクシング・レスリング協会
メキシコナショナルライトヘビー級王座 :4回
メキシコナショナルタッグ王座（w / ベスティア・サルバヘ）
CMLL世界ライトヘビー級王座
CMLL世界トリオ王座（w / マサクレ、ハケマテ）
メキシコナショナルヘビー級王座
メキシコナショナルアトミコス王座（w / ビジャノ3号、ビジャノ4号、ビジャノ5号）
CMLL・ラ・コパ・デ・オロ 1995優勝（w / シカゴ・エキスプレス）
CMLL・トルネオ・デ・パレハス 2005年優勝（w / ブラソ・デ・オロ）
AAA
AAAカンペオン・デ・カンペオンズ王座
IWRG
- IWRGインターコンチネンタルヘビー級王座[13]

WWC
WWCインターナショナルヘビー王座
WWCユニバーサル王座
FILL
FILLヘビー級王座
その他
モレロス州ライトヘビー級王座
モレロス州タッグ王座（w / エル・フディオ）